# 奧爾羅維斯塔 (佛羅里達州)
奧爾羅維斯塔（英語：Orlo Vista）是位於美國佛羅里達州橙縣的一個人口普查指定地區。

## 地理
奧爾羅維斯塔的座標為28°32′40″N 81°27′42″W / 28.54444°N 81.46167°W，而該地最高點為海拔高度34米（即112英尺）。

## 人口
根據2010年美國人口普查的數據，奧爾羅維斯塔的面積為4.90平方千米，當中陸地面積為4.70平方千米，而水域面積為0.20平方千米。當地共有人口6122人，而人口密度為每平方千米1,249人。